# Hyophila
Hyophila là một chi rêu trong họ Pottiaceae.